# Natina Reed
Natina Tiawiana Reed (ur. 28 października 1980 w Nowym Jorku, zm. 26 października 2012 w Duluth, Georgia) – amerykańska aktorka, raperka, wokalistka i beatboxer, członek tria R&B – Blaque.
Uchodziła za protegowaną znanej raperki i wokalistki Lisy „Left Eye” Lopes z zespołu TLC. W latach 1999–2012 była członkiem znanego tria R&B – Blaque, z którym nagrała liczne single np. „808”, „Can’t Get It Back”, „Bring It All to Me” oraz albumy.
Życiowo była związana z raperem Kuruptem, z którym miała syna Trena Browna urodzonego w 2002 r. Pojawiła się gościnnie na albumie Kurupta – Space Boogie: Smoke Oddessey z 2001 r., w kawałku „It’s Over”.
Jako aktorka pojawiła się w filmie Dziewczyny z drużyny (Bring It On) z 2000 r.
Zmarła w wyniku potrącenia przez samochód na dwa dni przed swoimi 33 urodzinami. Do zdarzenia doszło w Lawrenceville, w stanie Georgia, w godzinach wieczornych, gdy artystka rozmawiając przez telefon wkroczyła na jezdnię i została potrącona przez jadący samochód. Kierowca samochodu wezwał na miejsce karetkę. Artystka zmarła niedługo później w szpitalu Gwinnett Medical Center w Duluth.